# Gouvernement Andersson
Royaume de Suède
Löfven Kristersson
Le gouvernement Andersson (en suédois : Regeringen Andersson) est le gouvernement du royaume de Suède entre le 30 novembre 2021 et le 18 octobre 2022, sous la 50e législature du Riksdag.
Il est dirigé par la sociale-démocrate Magdalena Andersson, successeure de Stefan Löfven après sa démission. Il succède au gouvernement Löfven. Il cède le pouvoir au gouvernement de coalition du conservateur Ulf Kristersson, après la victoire du bloc de droite et d'extrême droite aux élections de 2022.

## Historique du mandat
Ce gouvernement est dirigé par la nouvelle Première ministre sociale-démocrate Magdalena Andersson, précédemment ministre des Finances. Il est constitué du seul Parti social-démocrate suédois des travailleurs (SAP), qui dispose de 100 députés sur 349, soit 28,7 % des sièges du Riksdag.
Il est formé à la suite de la démission de Stefan Löfven, au pouvoir depuis octobre 2014.
Il succède donc au gouvernement Löfven, formé par une coalition minoritaire entre le Parti social-démocrate et le Parti de l'environnement Les Verts (MP).

### Formation
Le 10 novembre 2021, Stefan Löfven démissionne, comme il s'y était engagé quelques semaines auparavant. Une semaine plus tôt, il avait cédé la présidence du SAP à sa ministre des Finances, ainsi appelée à lui succéder à la direction de l'exécutif.
Magdalena Andersson se soumet au vote des députés du Riksdag le 24 novembre suivant, et remporte l'investiture par 117 voix pour, 174 contre et 57 abstentions, la majorité absolue de 175 suffrages étant requise pour l'empêcher d'accéder au pouvoir. Elle décide cependant de renoncer quelques heures plus tard, avant même d'avoir été présentée au roi Charles XVI Gustave, après que le Parti de l'environnement s'est retiré de la coalition en raison de la disponibilité exprimée par la nouvelle cheffe du gouvernement à gouverner avec la loi de finances proposée par les partis de centre droit, de droite et d'extrême droite adoptée juste après son investiture.
Elle est toutefois réélue Première ministre le 29 novembre par 101 voix pour, 173 contre et 75 abstentions. Elle présente son équipe gouvernementale puis prononce son discours de politique générale, axée sur la lutte contre l'insécurité, dès le lendemain.
Il s'agit du premier gouvernement suédois dirigée par une femme.

### Succession
Aux élections du 11 septembre 2022, le bloc de droite, grâce au renfort de l'extrême droite, remporte une courte majorité de 176 sièges au Parlement, les Démocrates de Suède devenant la deuxième force politique du pays derrière les sociaux-démocrates.
Le 19 septembre, le président du Riksdag, Andreas Norlén, charge Ulf Kristersson de constituer le prochain gouvernement. Celui-ci demande le 12 octobre deux jours de délai supplémentaire pour boucler ses négociations, qu'il obtient.
Le 14 octobre, il annonce avoir conclu un accord pour former une coalition entre ses Modérés, les Chrétiens-démocrates et Les Libéraux, bénéficiant du soutien sans participation des Démocrates de Suède. Ulf Kristersson est élu le trois jours plus tard Premier ministre par le Riksdag, recevant 176 voix pour et 173 contre et devenant le premier chef de l'exécutif suédois à dépendre du soutien d'un parti d'extrême droite.

## Composition
- Par rapport au gouvernement Löfven, les nouveaux ministres sont indiqués en gras, ceux ayant changé d'attributions le sont en italique.

| Poste                                                           | Titulaire | Titulaire                | Parti |
| --------------------------------------------------------------- | --------- | ------------------------ | ----- |
| Première ministre                                               |           | Magdalena Andersson      | SAP   |
| Ministre des Affaires de l'Union européenne                     |           | Hans Dahlgren            | SAP   |
| Ministre de la Justice et de l'Intérieur                        |           | Morgan Johansson         | SAP   |
| Ministre de l'Intégration et des Migrations                     |           | Anders Ygeman            | SAP   |
| Ministre des Affaires étrangères                                |           | Ann Linde                | SAP   |
| Ministre du Commerce extérieur et des Affaires nordiques        |           | Anna Hallberg            | SAP   |
| Ministre de la Coopération internationale pour le développement |           | Matilda Ernkrans         | SAP   |
| Ministre de la Défense                                          |           | Peter Hultqvist          | SAP   |
| Ministre de la Santé et des Affaires sociales                   |           | Lena Hallengren          | SAP   |
| Ministre de la Sécurité sociale                                 |           | Ardalan Shekarabi        | SAP   |
| Ministre des Finances                                           |           | Mikael Damberg           | SAP   |
| Ministre des Marchés financiers                                 |           | Max Elger                | SAP   |
| Ministre de l'Administration publique                           |           | Ida Karkiainen           | SAP   |
| Ministre de l'Éducation                                         |           | Anna Ekström             | SAP   |
| Ministre de l'Enseignement primaire                             |           | Lina Axelsson Kihlblom   | SAP   |
| Ministre de l'Environnement et du Climat                        |           | Annika Strandhäll        | SAP   |
| Ministre du Commerce, de l'Industrie et de l'Innovation         |           | Karl-Petter Thorwaldsson | SAP   |
| Ministre des Affaires rurales                                   |           | Anna-Caren Sätherberg    | SAP   |
| Ministre de la Culture                                          |           | Jeanette Gustafsdotter   | SAP   |
| Ministre du Travail et de l'Égalité                             |           | Eva Nordmark             | SAP   |
| Ministre du Logement                                            |           | Johan Danielsson         | SAP   |
| Ministre des Infrastructures                                    |           | Tomas Eneroth            | SAP   |
| Ministre de l'Énergie et du Numérique                           |           | Khashayar Farmanbar      | SAP   |